# 星野勝司
星野 勝司（ほしの かつじ、1942年〈昭和17年〉7月15日 - ）は、日本の政治家。元神奈川県座間市長（6期）。

## 概要
神奈川県座間市出身。明治大学商学部を卒業。座間市議会議員に3期在任。1984年（昭和59年）より2008年（平成20年）まで6期・24年間、第3代座間市長を務めた。
2013年2月11日、海老名市オークラホテルにて旭日中綬章受章の祝賀会が行われた。